# 맘&대드
《맘&대드》(영어: Mom and Dad)는 미국과 영국에서 제작된 브라이언 테일러 감독의 2017년 블랙 코미디 공포 영화이다. 니컬러스 케이지 등이 출연하였고, 크리스토퍼 러몰 등이 제작에 참여하였다. 2017년 9월 9일 제42회 토론토 국제 영화제 미드나이트 매드니스 부문에서 전 세계 최초로 상영되었으며 2018년 1월 19일 모멘텀 픽처스에 의해 극장 개봉되었다.

## 줄거리
어느 날 미국 전역의 라디오와 텔레비전에서 흘러나온 의문의 잡음이 부모들이 자식 살해 욕망에 사로잡히게 해 집단 히스테리를 이끌어 낸다. 이제 10대 칼리는 남동생 조슈아와 함께 부모인 브렌트, 켄들로부터 살아 남아야 한다.

## 출연진
- 니컬러스 케이지 - 브렌트 라이언 역
- 셀마 블레어 - 켄들 라이언 역
- 앤 윈터스 - 칼리 라이언 역
- 재커리 아서 - 조슈아 라이언 역
- 로버트 T. 커닝햄 - 데이먼 홀 역
- 올리비아 크로치키아 - 라일리 역
- 레이철 멜빈 - 지니 역
- 조지프 D. 라이트먼 - 담임 선생님 역
- 서맨사 러몰 - 제나 역
- 매릴린 도즈 프랭크 - 바버라 라이언 역
- 랜스 헨릭슨 - 멜 라이언 역
- 그랜트 모리슨 - 텔레비전에 나오는 전문가 역
- 보킴 우드바인 - 아버지 역 (크레디트 미기재)

## 기타 제작진
- 배역: 미키 패스칼
- 미술: 제임스 와이즈
- 세트: 에린 미셸 플루
- 의상: 지나 루이즈
- 시각 효과: 코너 메이컨